# حزب ناسیونال سوسیالیست روسیه
حزب ناسیونال سوسیالیست (روسی: Русская Национальная Социалистическая Партия) یک حزب با ایدئولوژی فاشیسم روحانیون و نئونازیسم در کشور روسیه است.

## توسعه
این حزب توسط پیروان کنستانتین کسیموفسکی، یکی از اعضای برجسته پامیات، بلافاصله پس از فروپاشی اتحاد جماهیر شوروی سوسیالیستی تاسیس شد. این حزب در سال ۱۹۹۲  از جبهه ملی میهنی به رهبری پامیات جدا شد و سال بعد به نام اتحادیه ملی روسیه تأسیس شد. این حزب مجدداً بعنوان حزب ناسیونال سوسیالیست روسیه در حدود سال ۱۹۹۹ پس از تعطیلی اتحادیه ملی روسیه توسط کاسمیموسکی و شروع به دور شدن از تأکیدهایی که توسط این گروه بر کلیسای ارتدکس روسیه انجام شد، مطرح شد. علی‌رغم این تأکید کمتر بر مذهب، در وب سایت این حزب کلیسای ارتدکس شرقی را به عنوان یکی از چهار اصل اصلی ایدئولوژیک خود ذکر کرده‌است. بقیه یک کشور قدرتمند ، ناسیونالیسم روسی تهاجمی و سوسیالیسم غیر مارکسیستی هستند. نماد حزب است Labarum از کنستانتین کبیر و از سال ۱۹۹۹ یک روزنامه Pravoye Soprotivleniye (مقاومت راست)، خود را جانشین به مجله زودتر Shturmovik منتشر کرده‌اند.
کسیموفسکی از آن زمان ادعا کرده‌است که رهبر گروهی به نام اقدام روسیه است اما ماهیت آن و رابطه آن با حزب ناسیونال سوسیالیست روسیه هنوز مشخص نیست.

## گردن زدن
در ۱۵ اوت ۲۰۰۷ ویکتور میلکوف، دانشجوی ۲۳ ساله در Maykop State Technological University در آدیغیه، به دلیل پخش آنلاین ویدئویی تحت عنوان اعدام یک تاجیک و یک داغستانی، که قتل دو مرد غیر قومی روس توسط گروهی را که خود را «حزب ناسیونالیست-سوسیالیست روسیه» می‌نامند، به تصویر می‌کشد، دستگیر شد.
بعداً مشخص شد که یکی از قربانیان، شاملیل اودامانوف ۲۴ ساله و از منطقه داغستان و مسلمان است. تابعیت فرد تاجیکی هرگز مشخص نشد. در سال ۲۰۰۸، صلاخت الدین عزیزوف ۲۰ ساله از تاجیکستان هنگام عبور از یک قسمت از مناطق بایر در مسکو جنوبی مورد حمله قرار گرفت. کارگر ۲۰ ساله بازار تاجیکستان با ضربات چاقو مجروح شده و سپس سرش را قطع کردند. گروهی که خود را «سازمان ستیزه جویان ملی گرایان روسیه» می‌نامیدند مسئولیت این قتل را بر عهده گرفتند و خواستار قوانین سختگیرانه مهاجرتی شدند. عکسی از سر بریده عزیزوف برای سوا از طریق ایمیل ارسال شد. شنیده می‌شود قبل از اینکه اودانف سر بریده شود و مرد دیگر توسط دو مرد نقاب پوشیده از خستگی‌های رزمی به سر وی اصابت کند می‌گویند «ما توسط سوسیالیست‌های ملی روسیه دستگیر شدیم».
در ابتدا، وزیر کشور ادعا کرد که این ویدئو جعلی است، اما سرانجام دادستان‌ها آن را به عنوان معتبر پذیرفتند.